# Melanie Maas-Brunner
Melanie Maas-Brunner (* 1968 in Korschenbroich) ist eine deutsche Chemikerin und Managerin. Von Februar 2021 bis Januar 2024 war sie Vorstandsmitglied des DAX-Unternehmens BASF SE mit Sitz in Ludwigshafen. Seit April 2024 ist sie Mitglied des Board of Directors von UPM-Kymmene.

## Laufbahn
Melanie Maas-Brunner studierte Chemie an der RWTH Aachen und wurde 1995 mit der Arbeit Zur Lewis-Säure-katalysierten kinetischen Racematspaltung von Oxiranen durch Ringöffnung mit Aminen promoviert. Anschließend arbeitete sie als Forschungsassistentin in Aachen und an der kanadischen Universität Ottawa.
1997 begann sie ihre Laufbahn bei BASF zunächst als Research Scientist in Ludwigshafen. Ab 2001 war sie dort Plant Manager Business Unit Plasticizers and Solvents und in der Folge in verschiedenen Leitungsfunktionen tätig, unter anderem 2008 bis 2012 in Hongkong.  Im Februar 2021 wurde sie Vorstandsmitglied. Sie ist außerdem als Chief Technology Officer, Arbeitsdirektorin und Leiterin des Standorts Ludwigshafen tätig. Maas-Brunner soll den Chemiekonzern auf das Zeitalter der Klimaneutralität und Digitalität vorbereiten. Im Rahmen ihrer Vorstandstätigkeit verantwortet sie unter anderem den Bereich Forschung und Entwicklung mit 1.800 Beschäftigen und einem Etat von zwei Milliarden Euro. Sie ist Mitglied des Biotechnologiebeirates Rheinland-Pfalz. Da sie ihren bis Ende Januar 2024 laufenden Vertrag nicht verlängern wollte, schied Maas-Brunner zu diesem Termin aus der BASF aus.
In der ersten Jahreshälfte 2024 wurde sie jeweils als non-executive Director Mitglied des Board of Directors der UPM-Kymmene Corporation und der Azelis Group. Bei Ersterer ist sie zudem Mitglied des Remuneration Committee (Ausschuss, der über die Vergütung der Vorstandsmitglieder entscheidet). Im März 2025 wurde sie zusätzlich gewählt als Mitglied des Board of Directors der Givaudan International SA.
Weiterhin ist sie Mitglied des Senats der Max-Planck-Gesellschaft zur Förderung der Wissenschaften e. V.

## Auszeichnungen
Melanie Maas-Brunner wurde am 2. September 2023 mit dem Aachener Ingenieurpreis der RWTH Aachen und der Stadt Aachen ausgezeichnet. In der Laudatio hob Ulrich Rüdiger, der Rektor der RWTH, ihre Managementkompetenz hervor. Oberbürgermeisterin Sibylle Keupen sagte, Maas-Brunner gehöre zu „den einflussreichsten Frauen in der deutschen Wirtschaft“.

## Privates
In ihrer Freizeit geht Maas-Brunner Bergsteigen, wobei sie mehrere Viertausender bestiegen hat und auf dem Kilimandscharo war. Sie ist verheiratet und hat einen Sohn.

## Veröffentlichungen
- Melanie Brunner: Zur Lewis-Säure-katalysierten kinetischen Racematspaltung von Oxiranen durch Ringöffnung mit Aminen (Dissertation). Aachen 1995, DNB 947756043.